# 華洋義賑會
華洋義賑會（英語：China International Famine Relief Commission），又名中國華洋義賑教災總會，中國廿世紀前期一個規模龐大的慈善組織，由洋人華人共同營運，存在至1949年。

## 背景
1920年華北大旱引發饑荒，各省紛紛成立慈善機構，西方傳教士及志願人士、國際紅十字會亦展開教濟，調配錢糧，組織農村合作社，設立實驗農場、互助社、植樹造林、興建水利，修築道路。為了協調救濟工作，吸收各地的慈善機構，1921年11月，華洋義賑會在上海成立。

## 營運
華洋義賑會的執行委員會，由西方人和華人組成，當中西方人佔多數，主要是美國人，華人則大多是接受西方教育的名人。其基金來自海關附加稅（獲得通商條約國家的同意），以及在國內外的募捐活動。1928年，美國華災協濟會（China Famine Relief U.S.A. Inc.）成立，基地在紐約，代表華洋義賑會在美國募捐。1923-1937年間，華洋義賑會每年都有年度報告，會內「工程股」（Engineering Department）每年另行編纂「華洋賑團工賑成績」一冊。華洋義賑會在各省有分會，後來分出上海華洋義賑會。

## 貢獻
華洋義賑會希望「以工代賑」，認為改善基礎建設是幫助災民的最好方法，也可減輕將來險情，興建了許多道路和水利工程。但局勢混亂時，基金太多用於緩和燃眉之急。華洋義賑會的主要工程項目，有黃河的防洪工程，曾動員8千餘人；1922年以50多萬美元，在山西築路並賑濟大饑荒；「渭北工程」，在陝西省與省政府合作開鑿涇惠渠，灌溉關中農地50萬畝，被譽為現代化水利的「模範項目」；在綏遠，則有薩拉齊灌溉工程。
歷史學家認為，華洋義賑會是「近代中國第一個具有科學化、專業化、非營利性的國際慈善團體」，往往得到各地百姓歡迎，甚至受地方自衛組織紅槍會的保護。因會員許多是外國人，比華人更方便在各地來往工作，可免除被軍閥的攔阻和威脅，無視政治的紛擾。

## 重要成員
自1923年6月至1935年，塔德（Oliver J. Todd）是華洋義賑會的總工程師，主持多項黃河與長江的防洪工程。1930年，貝克（John Baker）是賑災行動主任，他是美國在中國救災最有經驗的專家之一。

## 困難
當時中國許多地方局勢混亂，治安惡劣，會員（包括傳教士）保管賑災基金，有可能被盜賊和饑民攻擊，成員工作時，也曾被地方士兵殺害，被匪徒綁架。

## 歧義：1910年華洋義賑會
一般來說，“華洋義賑會”用於指代本條目所介紹的1921年成立的組織。但是在歷史上還曾存在其他組織使用“華洋義賑（振）會”的名稱。在1910年，上海地區的中國人、西方人為賑濟江蘇、安徽一帶的水災，在1910年12月成立一個賑災委員會，取名為“華洋義賑會”。該組織中，中國與西方人的代表各八人，主要由上海、江蘇、安徽等地的重要人士參加。